# General Artigas (Paraguay)
General Artigas es un municipio del Departamento de Itapúa, Paraguay, antes conocido como Cangó y Bobí. Se fundó en 1789 por el gobernador español Joaquín Alós y Brú. Las actividades son agricultura, ganadería y comercio. Su principal vía de acceso es la Ruta PY08.
En 1942 se cambió su nombre por el de «Gral. Artigas», en honor del General uruguayo, José Gervasio Artigas, un caudillo militar del Virreinato del Río de la Plata, quien vivió como desterrado en el Paraguay durante el gobierno de José Gaspar Rodríguez de Francia, hasta su muerte en 1850.

## Toponimia
Según la leyenda popular dos indios hermanos, de excelente linaje, llamados Cangó y Bobí, se instalaron en la orilla de los arroyos que bordean el pueblo bautizando, uno el nombre de Cangó y el otro de Bobí.
En principio predominaba la influencia del hermano mayor, Bobí, a tal punto que la denominación inicial era del pueblo Bobí (Partido de Bobí – Departamento de Bobí), lo cual no perduró mucho, ya que mientras Bobí se ausentaba por un tiempo, Cangó escaló posiciones ganando el liderazgo en la zona centro. A su vuelta, Bobí se encontró con tal realidad y vio con malos ojos la actitud de Cangó, por ende se sintió traicionado; entonces cedió y se retiró más hacia el norte, instalando su base en Borreta, cerca de Piky; desde entonces la denominación quedó en «Cangó - Bobí».
Existe otra versión sobre el aditivo Cangó; pues se cree que deriva de «Kangue» (hueso), obedece a que los españoles en su afán de buscar riquezas en el suelo encontraron solamente, en las excavaciones hechas, quizás viejas sepulturas de primitivos pobladores, especialmente en la manzana donde se halla asentada la iglesia.
El nombre de Cangó – Bobí fue cambiado por el de General Artigas en el año 1942 gestionado por el Reverendo Padre uruguayo Armando di Perna.
En 1941, el Padre di Perna, Párroco de Yuty, que visitaba a menudo Cangó, al conocer que el prócer uruguayo José Gervasio Artigas había pasado por el pueblo de Bobí empezó a interesarse por la suerte de este pueblo, a tal punto que tuvo mucha participación en el cambio de nombre de Cangó al de General Artigas, en 1942 el beneficio que trajo el cambio de nombre, es que el gobierno uruguayo mandó construir el local de la Municipalidad, la Iglesia y la Escuela Normal de Profesores N.º 8, donó libros a la biblioteca de la institución e instrumentos musicales para la banda municipal.

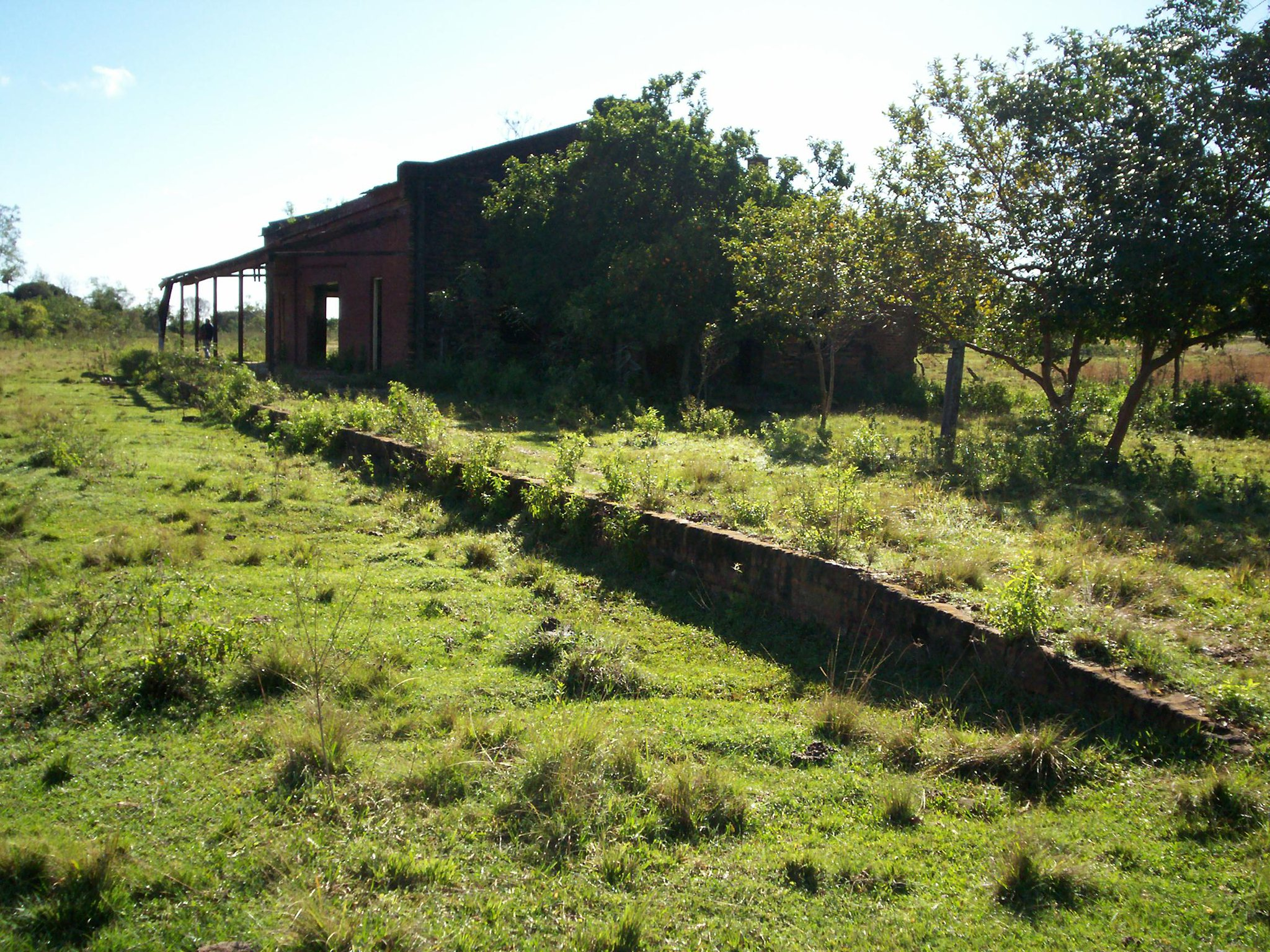
Exestación General Artigas del Ferrocarril Carlos Antonio López.

## Historia
El pueblo de Cangó – Bobí fue fundado por el gobernador español de Paraguay, Don Joaquín Alós y Brú, en el año 1789. Cuando se fundó ya existía en el lugar una comunidad de nativos mby’a guaraní bajo el dominio del cacique Cangó, quien con su hermano Bobí dominaban la zona que llegaba hasta el Río Tebicuary.

Según el historiador Alberto del Valle, cinco años antes de la fundación del nuevo poblado, en 1784, pasó por el lugar el expoblador español Félix de Azara, quien reportó que ya existía en este lugar algunos europeos, criollos y mulatos. Según Azara en diciembre de 1785; los primeros habitantes de Cangó – Bobí eran cuatro europeos, 907 americanos, 428 criollos y 93 negros y mulatos.
Cangó se fundó en el mes de mayo de 1789, sin precisar la fecha exacta, y como el 31 de mayo de 1985 se inauguró el servicio de abastecimiento de energía eléctrica y alumbrado público, fue razón por la cual la municipalidad local fijó como día de fundación el 31 de mayo por la ordenanza N.º 45/92.

## Geografía
General Artigas está situada a 360 km de la capital paraguaya (Asunción), y a 80 km de Encarnación, sobre la línea del Ferrocarril Central del Paraguay.
Limita al norte con San Pedro del Paraná, José Leandro Oviedo y el Departamento de Caazapá, al sur con Coronel Bogado y Carmen del Paraná, al este con Fram y San Pedro del Paraná, al oeste con General Delgado y el Departamento de Misiones.
El distrito de General Artigas está ubicado en el Departamento de Itapúa en latitud observada 26°-55´-60´´ y en la longitud estimada 56°-12´-00´´ de la región oriental, tiene una superficie de 1530 km².

### Orografía
Está formado por un suelo muy variado, arenoso, colorado y gumífero en la parte occidental; y arcilloso y humítero en la parte oriental además de poseer gran cantidad de canteras pétreas. El punto más elevado se encuentra en Yukyrai con más de 100 m de altura.

### Hidrografía
No cuenta con ríos caudalosos, pero existen ríos que riegan sus tierras cuales son el Río Tebicuary y el Río Tacuary, además cuenta con arroyos importantes, entre los cuales figuran: Yukyrai, Syryryka, Cangó, Arroyo Itá, Bobí, Arequitá, Mbokapiray y Aguapey.

### Flora y Fauna

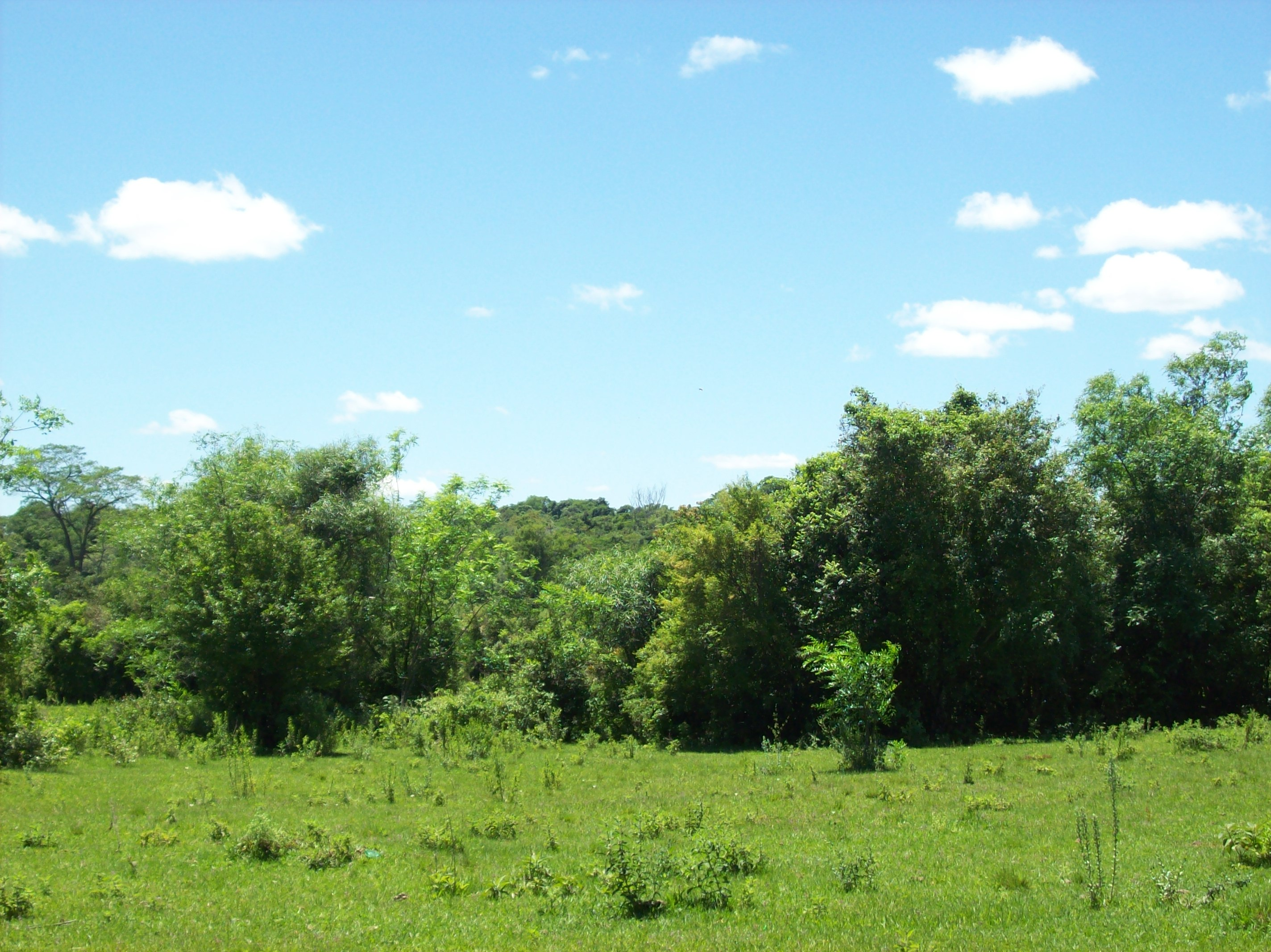
Bosques de la zona norte del Pueblo.

El distrito cuenta con extensos bosques naturales, cuya extensión se aproxima a las 10 000 hectáreas, aunque con muy pocas maderas de primera clase; en gran cantidad las maderas de segunda clase como: Ybyra Pytâ, Curupa´y, el Guayaibi, y otras; y en abundancia las de tercera clase: laurel, palo blanco, etc.
Aun habitan animales salvajes como: el carpincho, mborebí, aguará guazú, y en vías de extinción, los silvestres como: ciervo, venado, kure ka´aguy, etc. Las aves más comunes que podemos citar son: perdiz, patillo, martineta, garza blanca, tuyuyú, syryko, paloma, etc. Y hay reptiles como: ñanduviré, yarará, chini, coral, cocodrilo y lagartos.

## Demografía
El distrito posee varias organizaciones sociales como ser: comisiones vecinales en los diferentes barrios y compañías, comités de productores, partidos políticos, deportivas que se dividen en clubes afiliados a la liga local y clubes ubicadas en las compañías, asociaciones sin fines de lucro.
En su mayoría la población se compone de mestizos, con pequeños núcleos de indígenas (Ka´yguas) que habitan los sectores boscosos y llevan vidas nómadas.
Se observan muy pocos extranjeros en el distrito, de modo que su influencia no se hace sentir.

## Salud

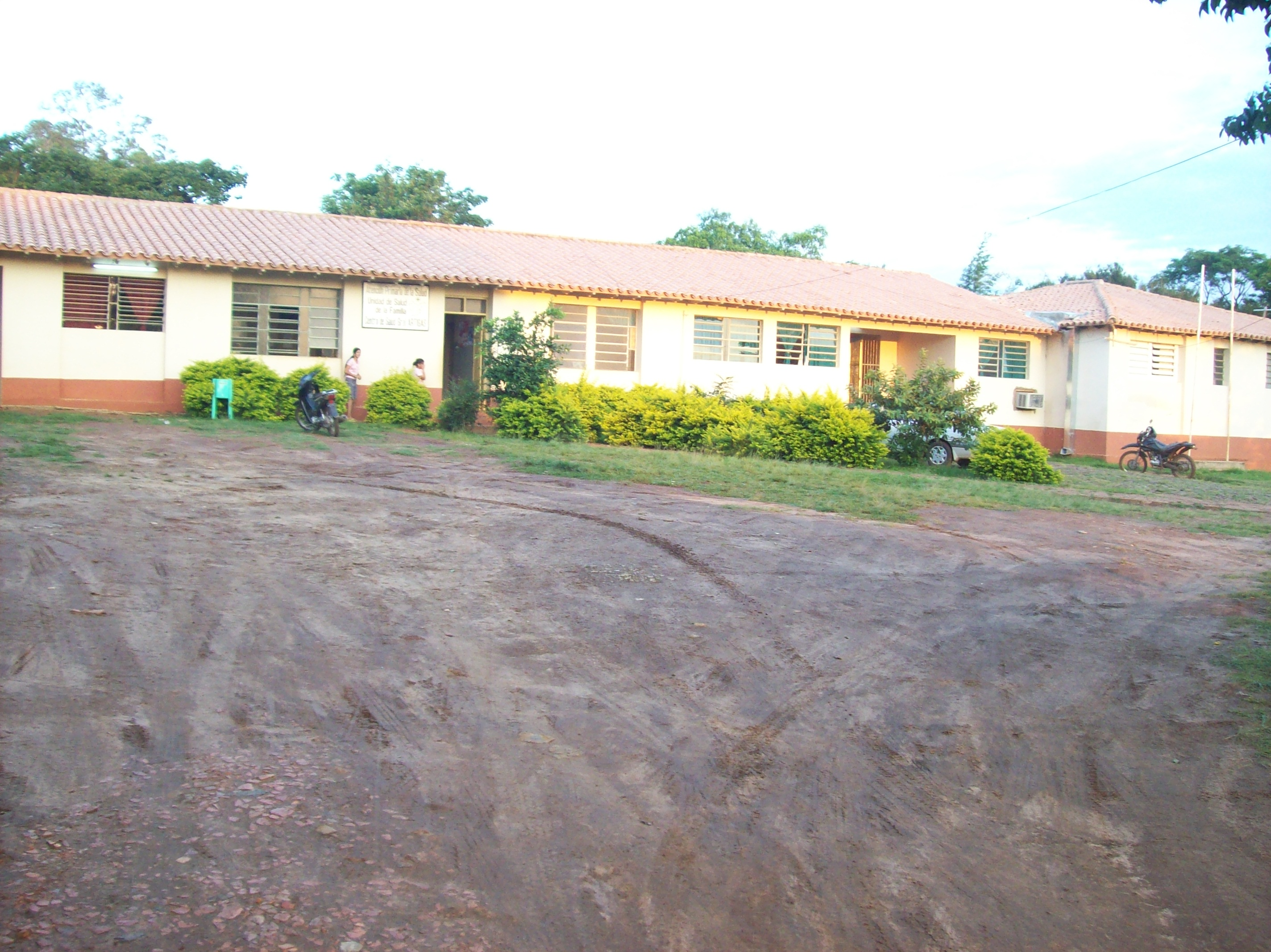
Centro de salud

El Ministerio de Salud Pública y Bienestar Social, Centro de salud, que en el año 1959 aproximadamente estaba a cargo del Dr. Reinaldo López, estaba situada sobre la calle Virgen del Rosario entre Constitución y Soriano; luego se cambió sobre la calle Cnel. Quintana y Mcal. Estigarribia en el año 1985. La familia Florentín donó una parte de su tierra para la Construcción del edificio que funciona hasta hoy sobre la calle Uruguay entre Constitución y Soriano.
En el año 2008 se logró habilitar los servicios de consultas y acceso a medicamentos primarios a los asegurados del Instituto de Previsión Social (I.P.S.) que funciona en el edificio del centro de salud local. Desde el año 2016, el centro de salud, luego de su modificación edilicia, se inauguró el quirófano, donde actualmente se realizan operaciones y cesareas. 

## Urbanismo
En la comunidad de Gral. Artigas, las condiciones de vida varían de acuerdo al estatus social de cada persona que en este caso se diferencia entre Población Urbana y Población Rural.
En la parte del casco urbano, están ubicados pobladores con mayor capacidad socioeconómica, con acceso a las diferentes instituciones de educación: escuelas, colegios, universidad, cursos, mandos medios (SINAFOCAL, SNPP y otros), instituciones privadas de capacitaciones, salud, trabajo diferenciados en varios niveles como ser: profesional, oficios y sub-empleos, vestimenta y alimentación adecuada, por la mayor cantidad de empresas, comercios, e instituciones públicas y privadas que realizan un movimiento y desarrollo dentro del distrito, ya que en esto se genera el círculo activo de circulantes. Cabe destacar también que posee graves problemas en el cinturón de pobreza que mayormente se ubica en la periferia de la ciudad, falta de trabajo, que ocasiona el no acceso a circulante, resultando familias frágiles a los flagelos de los vicios, delincuencia, enfermedades, y muy poco acceso a educación, y por ende marginados a la planificación adecuada, desarrollo comunitario social y económico.

En la Zona Rural en donde encontramos dos grandes ramas socioeconómicas, la primera: los agricultores que por medio de autogestiones o ayuda de instituciones públicas y privadas, llegan a organizarse en comisiones vecinales, comités de productores/as, asociaciones, y otros; obtienen beneficios para los miembros de las organizaciones a través de proyectos productivos agrícola-ganadera, y acciones sociales; el segundo, diferentes falencias existentes en el desarrollo citado, en éstos expresados en la pobreza extrema de niños en estados de desnutrición, con parásitos, familias con serios conflictos por ausencia de planificación, capacitación y oportunidades laborales, produciendo una masiva emigración a zonas urbanas y al exterior, falta de atención médica, falta de agua potable, jóvenes principalmente que empiezan a caer en alcoholismo, drogas, abusos de menores de edad y otros hechos delictivos, resultado del ocio, tenencia de tierra, y otros, resultado de la imposibilidad de acceder a una educación ya sea secundaria o terciaria, como también oficios de mandos medios.

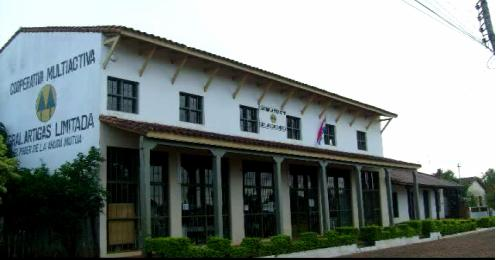
La Cooperativa Multiactiva Gral. Artigas Ltda., cumple los servicios de: caja de ahorro, préstamos, fondo de solidaridad, comercialización de productos asociados, cobro de facturas de ANDE, UNI entre otros y préstamos agrícolas.

## Economía
En la ganadería, la producción vacuna ocupa en el distrito un nivel relevante con una producción aproximada de 93.000 cabezas, genéticamente mejoradas para carne y leche, en este rubro existen 3 comités de tamberos con proyectos encarados con la DEAG, la JAIKA, la secretaría de agricultura de la Municipalidad y la FaCAF.
La agroindustria de la caña de azúcar es la principal actividad económica. La planta procesadora de la materia prima, más la fábrica de alcohol están ubicada en la Compañía de Yukyrai.
En sector agrícola se tiene aproximadamente 26 comités de productores asociados, cuya mayor prioridad es la producción de rubros de autoconsumo: maíz blanco, maíz tupí, poroto, maní, arveja, etc. Todos asistidos técnicamente por la DEAg, y en convenio con la secretaría de Agricultura de la Municipalidad local.
En los rubros de renta se tiene al algodón que va recuperando de a poco en el mercado la credibilidad para crecer en el área de cultivo, existe también un comité de productores de mandioca que abarca 7 compañías, que tienen una producción aproximada de 4 millones de kg. al año cuyo mayor mercado es la fábrica ALMISA (Almidones Sociedad Anónima) de Cnel. Bogado, y en menor escala la fábrica de almidón situada en la compañía Ypayere.
Cabe mencionar que en el rubro del Ajo, el comité organizado de este rubro abarca 6 compañías, con una superficie cultivada de 42 ha. Apoyados fuertemente por tres departamentos del Ministerio de Agricultura y Ganadería: DEAg, Comercialización e IAN (Instituto Agronómico Nacional). Siendo el mayor lugar de venta, el mercado de Abasto de la Capital en la cual estos tienen un local cedido gratuitamente en el CECOPROA (Centro de Comercialización para Productores Asociados), este año se está implementando por primera vez el mejoramiento genético del rubro, con apoyo de la KOICA (Korea International Cooperation Agency; Embajada de la República de Corea en el Paraguay), con semillas e insumos traídos del Brasil, las variedades “Quiteria” y “Cazador”, con parcelas ubicadas en: Bobi Pucú, Yukyrai, Arroyo Itá y San Blas. Estos semilleros tienen que tener la capacidad de ampliación de cultivo en dos años de 100 ha.
Y en zona oeste también el rubro que varios productores se están incursionando con muy buena producción en volumen es el sésamo negro, cuyo mercado tiene un precio relativamente estable y el mayor comprador es BIOAGRO S.R.L.

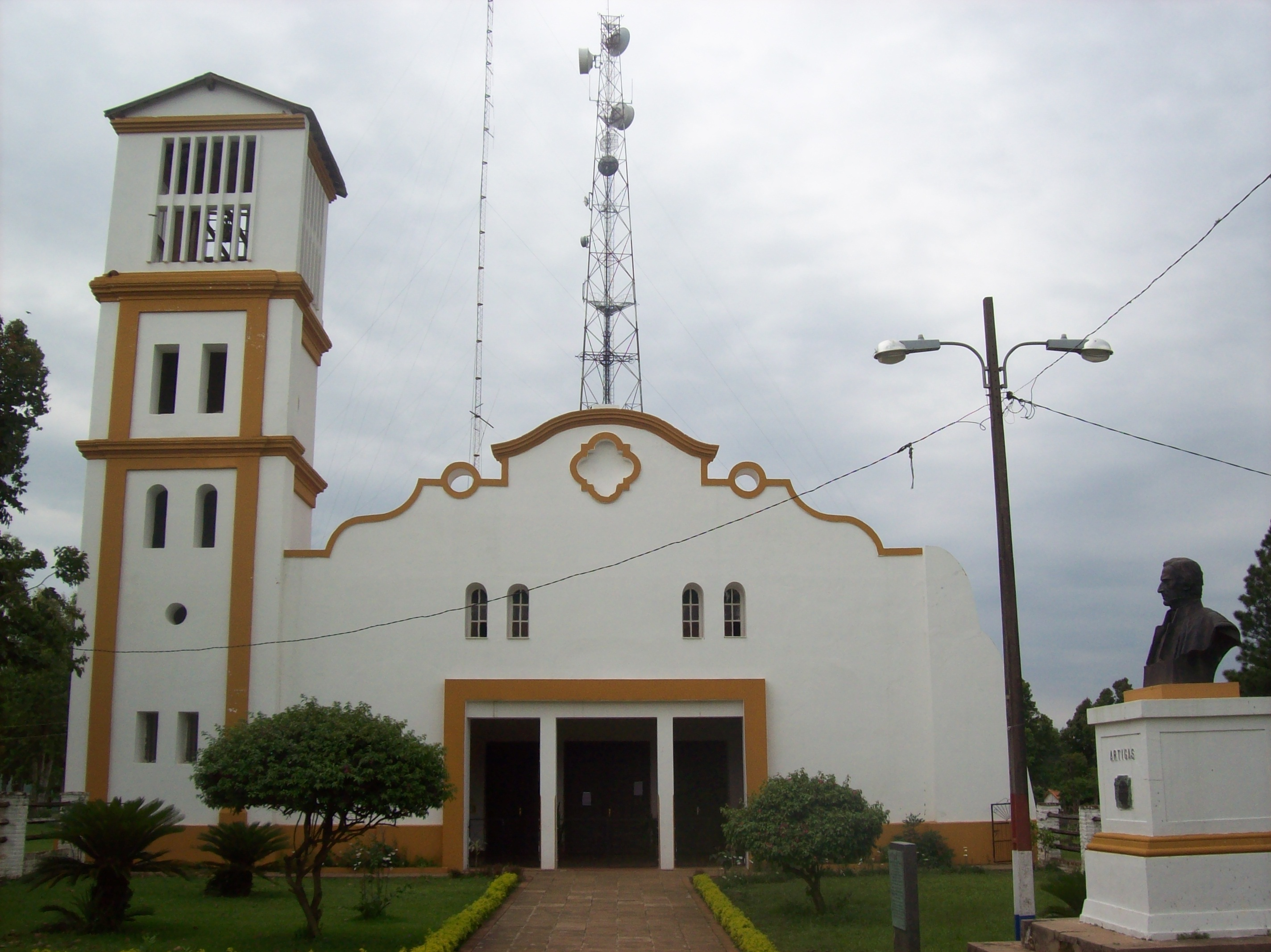
Vista frontal de la iglesia

## Cultura

### Religión
Los pobladores de este distrito, son en gran mayoría de la religión cristiana, especialmente de la Iglesia católica; existen también habitantes que profesan otros tipos de cristianismo, pero también nucleadas en esta, como pueden ser: “La Asamblea de Dios”, “Testigos de Jehová” (cada una con local propio); y la “Iglesia Evangélica Cristiana y Bautista” (en su mayoría son personas que profesan la religión cristiana que visitan a menudo los hogares artiguenses).
La iglesia Virgen del Rosario se encuentra ubicada sobre la calle Virgen del Rosario esquina Soriano y Cnel. Quintana.
La iglesia primitiva estaba construida sobre la base de 4 horcones, con techo de paja y pared de barro que se encontraba en la misma placa donde esta la actual Iglesia. La actual iglesia se construyó en 1963, la patrona del pueblo es la Virgen del Rosario y la festividad es el 7 de octubre.

### Educación
Nivel primario
La Escuela Gral. Bernardino Caballero N.º 166, está ubicada en la calle Virgen del Rosario y Constitución; comenzó a funcionar desde el año 1949, y se enseña desde la educación inicial hasta el 6° grado.
La Escuela Profesora Petrona Vera de Duarte N.º 3864, ubicada en el barrio N.º 4, sobre la calle Avenida Paraguay entre Bobí y Comercio; su funcionamiento comenzó a partir del año 1960. Se enseña desde el nivel inicial hasta el 6° grado.
La Escuela Carlos Antonio López N.º 2689 se encuentra ubicada en el Barrio N.º 3 sobre las calles Coronel Quintana y Bobí; esta casa de estudio comenzó a funcionar a partir del año 1989, se enseña desde el nivel inicial hasta el 6° grado.
La Escuela Vicepresidente Sánchez N° 699 se encuentra situada sobre la calle Mcal. Estigarribia y Gral. Quintana. Su año de funcionamiento se remonta a partir desde 1894, siendo así una de las Instituciones más antiguas del Pueblo, con 118 años. Aquí se enseña a partir del nivel inicial hasta el 6° grado en ambos turnos.
La Escuela José Gervasio Artigas N.º 197, ubicada en el barrio N.º 1, está situada sobre una manzana completa abarcando la calle Julia Miranda Cueto de Estigarribia, entre Tacuary, Uruguay y la Av. Paraguay. Fue fundada en el año 1959, y su enseñanza es a partir del nivel inicial hasta el 9° grado.
Nivel secundario
El colegio Nacional República Oriental del Uruguay; Ex - Escuela Normal de Profesores N.º 8 se encuentra ubicado en la calle Constitución, entre General Díaz, Lomas Valentinas y Colón. Esta institución lleva el nombre de República Oriental del Uruguay en homenaje y reconocimiento al Gobierno Uruguayo por la ayuda económica donada para la construcción de esta casa de estudio.
El Colegio Nacional R. I. 6 Boquerón de Colonia Uruguaya, que se encuentra ubicada sobre la Ruta Blás Garay N.º 8, km. 20 casi Hemegildo Vera; funciona desde el año 1993, enseñando el 3.er. Ciclo de la Educación, a partir del 7.º grado hasta el 3.er. Año.
El Colegio Nacional José Gervasio Artigas, ubicado sobre las calles Tacuary y Julia Miranda Cueto de Estigarribia, entre Uruguay y la Av. Paraguay, abarcando así una manzana entera.
El Colegio Nacional Mariscal José Félix Estigarribia de Lomas Clavel, se encuentra ubicada en la localidad de Lomas Clavel, camino a Fram, a 8 km del casco urbano.
El Centro N.º 7-3 "Pedro P. Peña" de Educación Básica Bilingüe funciona desde el año 1969 en el local de la Escuelita Parroquial Virgen Del Rosario luego en el domicilio particular de la señora Dolores Cáceres y así en otros domicilios particulares, desde el año 1999 hasta el 2007 funcionó en la Institución Religiosa Virgen del Rosario y desde el año 2008 hasta 2016 funcionó en el local del Colegio Nacional Rca. O. del Uruguay que se encuentra ubicado en las Calle Constitución, entre General Díaz, Lomas Valentinas y Colón. Desde año 2017, cuenta con su propia sede dentro del predio del Colegio Nacional Rca. O. del Uruguay, ubicado en Colón y Gral. Díaz.
El Centro N°78 de Educación Media para Personas Jóvenes y Adultas funciona desde el año 2006 en el local del Colegio Nacional Rca. O. del Uruguay que se encuentra ubicado en las Calle Constitución, entre General Díaz, Lomas Valentinas y Colón.

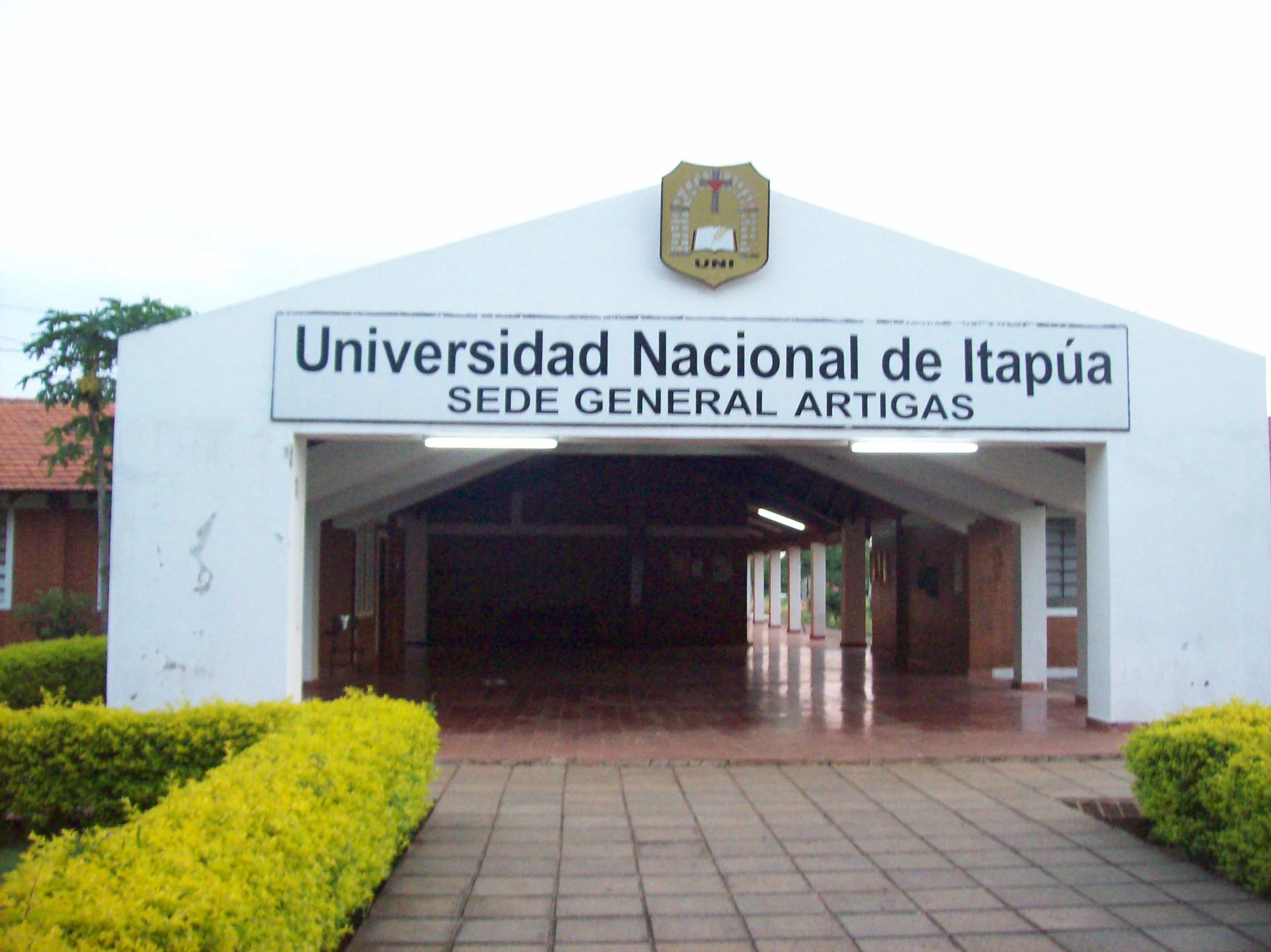
Entrada de la FaCAF

Universidad Nacional de Itapúa Sede Gral. Artigas - Facultad de Ciencias Agropecuarias y Forestales (FaCAF)
La idea de implementar una carrera universitaria en el Pueblo surgió de la comunidad en sí, principalmente de las autoridades comunales y municipales; se presentó un proyecto realizado por profesionales artiguenses que trabajaban en Encarnación y se llevó la solicitud a la sede central de la Universidad Nacional.
En el año 2005 fue habilitada la Universidad Nacional de Itapúa, sede Gral. Artigas como “La Facultad de Ciencias Agropecuarias y Forestales (FaCAF)”; primeramente funcionó en el Salón Multiuso del Colegio Nacional República Oriental del Uruguay. El ex – Intendente Anastasio Ferreira F. donó el lugar para la UNI, que al principio se pensó construir en el predio de dicho colegio, y dejar el lugar donado para las parcelas, pero se llegó a la conclusión de construir el edificio en el predio donado.
La Universidad extendió su formación terciaria en las ramas de la Facultad de Humanidades, Ciencias Sociales y Cultura Guaraní: Licenciatura en Ciencias de la Educación en el año 2010, Licenciatura en Matemáticas en el año 2011.

### Deportes
Las plazas en los diferentes barrios tienen una fuerte incidencia en la práctica de deportes y recreación al aire libre de familias enteras artigueñas, también existen sitios de distracción para jóvenes y adultos como piscinas, locales de venta de comestibles y otros. Como el distrito tiene una constante en deportes antiguos como la carrera de caballos, generalmente existe una cancha de carrera en cada compañía, y es todo un estilo pasar en familia; el otro es el fútbol, pasión de multitudes, la liga artigueña fue creada en el año 1976, campeón de la tercera región deportiva en el año 1989, cuenta con 5 clubes situados en el casco urbano: Sportivo Obrero, Lomas Valentinas, 12 de Junio, Guaraní F.B.C., Sportivo General Artigas, 4 clubes en el área rural: Atlético Guaraní, Ferroviario, 15 de agosto y 13 de junio.

### Festividades
También son del acervo popular la fiesta patronal del distrito en honor a la Virgen del Rosario que empieza con la serenata y la kermese que aglomera todo el pueblo. Cabe destacar que hace unos años se está volviendo tradicional el festival folclórico con motivo del aniversario fundacional de la ciudad, el 31 de mayo de cada año, teniendo una masiva participación de los habitantes de este distrito.

## Ciudades hermanadas
General Artigas es hermanada con:
- Fray Bentos, Uruguay[3]